# Жархан (Олёкминский район)
Жарха́н (якут. Дьаархан) — село в Олёкминском районе Республики Саха (Якутия) России. Входит в состав Жарханского национального наслега.

## География
Село находится на левом берегу реки Чара, на расстоянии 2,5 км к северо-западу от села Токко, административного центра наслега, и 55 км к юго-востоку от города Олёкминск, административного центра района.
Климат
Климат характеризуется как резко континентальный. Средняя температура воздуха самого тёплого месяца (июля) составляет 18 °C; самого холодного (января) — −30 − −35 °C. Среднегодовое количество атмосферных осадков составляет 200—300 мм.

## Население
| 2002 | 2010 | 2021 |
| ---- | ---- | ---- |
| 15   | ↘2   | ↘0   |

Национальный состав
Согласно результатам переписи 2002 года, в национальной структуре населения якуты составляли 60 %, эвенки 40 % от 15 чел.

## Транспорт
Через ело проходит автозимник Даппарай — Бясь-Кюёль по реке Чара.